# Prolagus corsicanus
La pika corsa (Prolagus corsicanus) es una especie extinta de mamífero lagomorfo de la familia Prolagidae. Fue una pika nativa de la isla mediterránea de Córcega hasta su extinción a finales del siglo XVII o principios del siglo XVIII.
En la cercana isla de Cerdeña existía otra pika muy similar, bautizada como Prolagus sardus. Hoy día se cree que en realidad ambas eran una única especie.